# Раутаваара, Эйноюхани
Эйноюхани Раутаваара (фин. Einojuhani Rautavaara; 9 октября 1928, Хельсинки, Финляндия — 27 июля 2016, Хельсинки) — финский композитор классической музыки и педагог. Раутаваара написал большое количество произведений, охватывающих различные стили. Среди них восемь симфоний, девять опер, двенадцать концертов и многочисленное количество вокальных и камерных произведений. Основные произведения Эйноюхани включают в себя его первый фортепианный концерт (1969), Арктическую песнь (1972) и седьмую симфонию «Ангел света» (1994).

## Биография
Раутаваара родился в 1928 году в Хельсинки. Его отец Эйно Раутаваара (1876—1939) был оперным певцом, кантором и одним из основателей Финской национальной оперы, мать Эльза Катариина Раутаваара (1898–1944) была врачом. Отец умер, когда Эйноюхани было 10 лет, а менее чем через 6 лет умерла и мать, после их смерти Эйноюхани переехал к своей тете Хилье Хелене (1893–1958) в пригород Хельсинки в Турку, где начал брать уроки игры на фортепиано в возрасте 17 лет.
В 1948—1952 годах учился в Академии имени Сибелиуса у Аарре Мериканто (сына Оскара Мериканто), затем в Джульярдской школе у Винсента Персикетти, брал также уроки у Аарона Копленда. Позднее в течение года стажировался в Швейцарии (у Владимира Фогеля) и Германии. В 1966—1990 гг. преподавал в Академии имени Сибелиуса, с 1976 г. профессор.

## Творчество
В начале творческой деятельности отдал дань сериализму, но затем от него отказался, вернувшись к более традиционной технике. Из относительно ранних произведений Раутаваара широкой известностью пользуется Cantus Arcticus (1972), часто называемый Концертом для птиц с оркестром, в котором использованы аудиозаписи птичьего пения. Из восьми симфоний Раутаваара более всего популярна Седьмая (1994), озаглавленная «Ангел Света», что отражает общее мистическое направление позднего творчества композитора; её запись была номинирована на премию «Грэмми». Раутаваара написал концерты для фортепиано (три, третий (1998) по заказу Владимира Ашкенази), скрипки, виолончели, флейты, органа, контрабаса, арфы, кларнета с оркестром. Ему принадлежит также множество камерных и хоровых сочинений, ряд опер, в том числе «Винсент» (1986—1987, о Винсенте Ван Гоге) и «Распутин» (2001—2003, об убийстве Распутина).